# PIGE
PIGE (englisch: particle-induced gamma emission; partikelinduzierte Gamma-Emission) ist eine Methode der Ionenstrahlanalytik. Es handelt sich um eine Form der Kernreaktionsanalyse, die zu den Dünnschicht-Analysetechniken mit Ionenstrahlen gehört.

## Funktionsweise
In der Regel wird ein MeV-Protonenstrahl auf eine Probe gerichtet, die einige Dutzend Mikrometer dick sein kann, und die schnellen Protonen können die Targetkerne so anregen, dass Gammastrahlen emittiert werden. Diese können zur Charakterisierung der Probe verwendet werden. Zum Beispiel ist Natrium in Glas von großer Bedeutung, aber es kann schwierig sein, es zerstörungsfrei zu messen: Röntgenfluoreszenz (XRF) und partikelinduzierte Röntgenemission (PIXE) sind aufgrund der niedrigen Energie (und des daraus resultierenden hohen Absorptionskoeffizienten) der Na-K-Röntgenstrahlen (1,05 keV) nur für die Oberfläche der Probe empfindlich. Die 23Na(p,p'γ)23Na-Reaktion hat jedoch einen hohen und relativ gut bekannten Wirkungsquerschnitt (siehe die IAEA-Website „IBANDL“) und wird daher häufig zur Bestimmung des Natriumgehalts von Gläsern verwendet, da die Gamma-Energie (440 keV) so hoch ist, dass praktisch keine Absorption stattfindet. Die IAEA hat die Entwicklung einer Datenbank von PIGE-Querschnitten gefördert.
Mittels PIGE (wie auch mittels PIXE) können nicht-destruktiv Gemälde untersucht werden.
PIGE wird auch zum Nachweis von Gesamtfluor als Screening-Instrument für per- und polyfluorierte Alkylverbindungen (PFAS) eingesetzt.